# 张志国
张志国（1954年6月—），河北省安国县人，一说河北省平泉县人，中国人民解放军少将。
张志国曾任中国人民解放军驻港部队副政委、广东省军区副政委。2004年7月晋升少将。